# Епархия Сантьяго-де-Марии
Епархия Сантьяго-де-Марии (лат. Dioecesis Sancti Iacobi de Maria) — епархия Римско-Католической церкви c центром в городе Сантьяго-де-Мария, Сальвадор. Юрисдикция епархии Сантьяго-де-Марии распространяется на департамент Усулутан и небольшую часть департамента Сан-Мигель. Епархия Сантьяго-де-Марии входит в митрополию Сан-Сальвадора. Кафедральным собором епархии Сантьяго-де-Марии является церковь Святого Иакова.

## История
2 декабря 1954 года Римский папа Пий XII издал буллу Eius vestigia, которой учредил епархию Сантьяго-де-Марии, выделив её из епархии Сан-Мигеля.

## Ординарии епархии
- епископ Francisco José Castro y Ramírez (15.11.1956 – 29.05.1974);
- епископ Оскар Арнульфо Ромеро-и-Гальдамес (15.10.1974 – 3.02.1977) — назначен архиепископом Сан-Сальвадора;
- епископ Артуро Ривера Дамас S.D.B.[1] (19.09.1977 – 28.02.1983) — назначен архиепископом Сан-Сальвадора;
- епископ Rodrigo Orlando Cabrera Cuéllar (23.12.1983 — 04.01.2016).
- епископ William Ernesto Iraheta Rivera (04.01.2016 — по настоящее время).